# Souper Ligka Ellada 2022-2023
La Souper Ligka Ellada 2022-2023 è stata la 87ª edizione della massima divisione del campionato greco di calcio. La stagione è iniziata il 19 agosto 2022 ed è terminata il 14 maggio 2023, con una pausa tra il 13 novembre e il 21 dicembre 2022 per consentire la partecipazione dei calciatori al campionato mondiale di Qatar 2022. L'AEK Atene ha vinto il campionato per la tredicesima volta nella sua storia.

## Stagione

### Novità
Al termine della stagione precedente l'Apollōn Smyrnīs, ultimo classificato, è retrocesso in Souper Ligka Ellada 2, dalla quale invece è stato promosso il Levadeiakos, primo classificato.

### Formula
Le 14 squadre partecipanti si affrontano in un girone all'italiana con partite di andata e ritorno, per un totale di 26 giornate.
Le prime 6 classificate partecipano alla poule scudetto, affrontandosi in un girone all'italiana con partite di andata e ritorno, per un totale di 10 giornate. Le squadre mantengono il punteggio guadagnato durante la stagione regolare. La squadra prima classificata è campione della Grecia e si qualifica al terzo turno di qualificazione della UEFA Champions League 2023-2024; la seconda classificata si qualifica al secondo turno di qualificazione della stessa competizione, mentre la terza e la quarta classificata si qualificano al secondo turno di qualificazione della UEFA Europa Conference League 2023-2024. La terza classificata si qualifica al terzo turno di qualificazione della UEFA Europa League 2023-2024, e la quinta al secondo turno di qualificazione della Conference League se la vincitrice della Coppa di Grecia 2022-2023 è già qualificata in Champions League tramite campionato.
Le squadre classificate dal 7º al 14º posto partecipano alla poule retrocessione, affrontandosi in un girone all'italiana con partite di sola andata, per un totale di 7 giornate. Le squadre mantengono il punteggio guadagnato durante la stagione regolare. Le ultime 2 classificate retrocedono in Souper Ligka 2.

## Squadre partecipanti
| Club             | Stagione  | Città     | Stadio                          | Stagione precedente                      |
| ---------------- | --------- | --------- | ------------------------------- | ---------------------------------------- |
| AEK Atene        | dettaglio | Atene     | Stadio olimpico Spyros Louīs    | 5º posto                                 |
| Arīs Salonicco   | dettaglio | Salonicco | Stadio Kleanthis Vikelidis      | 3º posto                                 |
| Asteras Tripolīs |           | Tripoli   | Stadio Theodōros Kolokotrōnīs   | 9º posto                                 |
| Atromītos        |           | Peristeri | Stadio Peristeri                | 12º posto                                |
| Iōnikos          |           | Nikea     | Stadio Neapoli                  | 7º posto                                 |
| Lamia            |           | Lamia     | Stadio municipale               | 13º posto                                |
| Levadeiakos      |           | Livadeia  | Stadio municipale Levadia       | 1º posto Souper Ligka Ellada 2, promosso |
| OFI Creta        |           | Candia    | Stadio Theodoros Vardinogiannis | 8º posto                                 |
| Olympiacos       | dettaglio | Il Pireo  | Stadio Geōrgios Karaiskakīs     | 1º posto, Campione di Grecia             |
| Panaitōlikos     |           | Agrinio   | Stadio Panaitolikou             | 11º posto                                |
| Panathīnaïkos    |           | Atene     | Stadio Apostolos Nikolaidis     | 4º posto                                 |
| PAOK             |           | Salonicco | Stadio Toumba                   | 2º posto                                 |
| PAS Giannina     |           | Giannina  | Stadio Zosimades                | 6º posto                                 |
| Volo             |           | Volo      | Stadio Panthessaliko            | 10º posto                                |

## Allenatori e primatisti
Aggiornata al 1º marzo 2023 
| Squadra          | Allenatore                                                                               | Calciatore più presente                      | Cannoniere                                 |
| ---------------- | ---------------------------------------------------------------------------------------- | -------------------------------------------- | ------------------------------------------ |
| AEK Atene        | Matías Almeyda                                                                           | Sergio Araujo (23) Orbelín Pineda (23)       | Levi Garcia (11)                           |
| Arīs Salonicco   | Germán Burgos (1ª-2ª) Apostolos Terzis (3ª) Alan Pardew (4ª-15ª) Apostolos Terzis (16ª-) | Julián Cuesta (24)                           | Luis Palma (7)                             |
| Asteras Tripolīs | Iraklis Metaxas (1ª-14ª) Akis Mantzios (15ª-)                                            | Nikolaos Papadopoulos (22) Pepe Castaño (22) | Crespì (3), Tilica (3)                     |
| Atromītos        | Chris Coleman                                                                            | Gaëtan Robail (23), Vidar Kjartansson (23)   | Vidar Kjartansson (5)                      |
| Iōnikos          | Dimitrios Spanos (1ª-14ª) Michalis Grigoriou (15ª-)                                      | Lefteris Choutesiotis (24)                   | Vasilios Mantzis (5)                       |
| Lamia            | Gianluca Festa (1ª-14ª) Savvas Pantelidis (15ª-16) Leōnidas Vokolos (17ª-)               | Georgios Kornezos (23)                       | Tomas De Vincenti (3)                      |
| Levadiakos       | Giannis Taousianis (1ª-4ª) Jasminko Velić (5ª-17) Giannis Petrakis (18ª-)                | Geōrgios Nikas (21), Georgios Vrakas (21)    | Thierry Moutinho (3)                       |
| OFI Creta        | Nikolaos Nioplias (1ª-6ª) Pedro Caravela (7ª-) Valdas Dambrauskas (9ª-)                  | Assane Dioussé (24)                          | Jon Toral (6)                              |
| Olympiakos       | Carlos Corberán(1ª-10ª) Míchel (11ª-)                                                    | Youssef El-Arabi (23)                        | Cédric Bakambu (11)                        |
| Panaitōlikos     | Giannīs Anastasiou                                                                       | Sebastian Mladen (23), Levan Shengelia (23)  | Nikos Karelīs (11)                         |
| Panathīnaïkos    | Ivan Jovanović                                                                           | Alberto Brignoli (24), Fōtīs Iōannidīs (24)  | Aitor Cantalapiedra (8), Andraz Sporar (8) |
| PAOK Salonicco   | Răzvan Lucescu                                                                           | Sverrir Ingason (23) Nélson Oliveira (23)    | Nélson Oliveira (7)                        |
| PAS Giannina     | Thanasis Staikos                                                                         | Carles Soria (24)                            | Rodrigo Erramuspe (8)                      |
| Volo             | Oswald Tanchot (1ª) Konstantinos Bratsos (2ª-)                                           | 4 giocatori (23)                             | Miloš Deletić (6)                          |

## Classifica
Fonte: sito ufficiale.
|  | Pos. | Squadra          | Pt | G  | V  | N  | P  | GF | GS | DR  |
|  | ---- | ---------------- | -- | -- | -- | -- | -- | -- | -- | --- |
|  | 1.   | Panathīnaïkos    | 61 | 26 | 19 | 4  | 3  | 38 | 12 | +26 |
|  | 2.   | AEK Atene        | 59 | 26 | 19 | 2  | 5  | 51 | 11 | +39 |
|  | 3.   | Olympiacos       | 56 | 26 | 16 | 8  | 2  | 53 | 14 | +38 |
|  | 4.   | PAOK             | 54 | 26 | 15 | 9  | 2  | 43 | 15 | +8  |
|  | 5.   | Arīs Salonicco   | 40 | 26 | 12 | 4  | 10 | 35 | 24 | +23 |
|  | 6.   | Volo             | 39 | 26 | 11 | 6  | 9  | 31 | 38 | -7  |
|  | 7.   | Atromītos        | 29 | 26 | 7  | 8  | 10 | 25 | 29 | -4  |
|  | 8.   | Panaitōlikos     | 29 | 26 | 7  | 8  | 11 | 26 | 38 | -12 |
|  | 9.   | OFI Creta        | 26 | 26 | 6  | 8  | 12 | 23 | 34 | -11 |
|  | 10.  | Asteras Tripolīs | 25 | 26 | 4  | 13 | 9  | 19 | 30 | -11 |
|  | 11.  | PAS Giannina     | 23 | 26 | 4  | 11 | 11 | 24 | 41 | -17 |
|  | 12.  | Iōnikos          | 18 | 26 | 4  | 6  | 16 | 16 | 42 | -26 |
|  | 13.  | Lamia            | 17 | 26 | 2  | 11 | 13 | 13 | 45 | -32 |
|  | 14.  | Levadeiakos      | 17 | 26 | 3  | 8  | 15 | 14 | 38 | -32 |

Legenda:

      Ammesse alla Poule scudetto

      Ammesse alla Poule salvezza
Regolamento:

Tre punti a vittoria, uno a pareggio, zero a sconfitta.

## Risultati

### Tabellone
Ogni riga indica i risultati casalinghi della squadra segnata a inizio della riga, contro le squadre segnate colonna per colonna (che invece avranno giocato l'incontro in trasferta). Al contrario, leggendo la colonna di una squadra si avranno i risultati ottenuti dalla stessa in trasferta, contro le squadre segnate in ogni riga, che invece avranno giocato l'incontro in casa.
|                  | AEK  | ArS  | AsT  | Atr  | Ion  | Lam  | Lev  | OFI  | Oly  | Pnl  | Pnt  | PAO  | PAS  | Vol  |
| ---------------- | ---- | ---- | ---- | ---- | ---- | ---- | ---- | ---- | ---- | ---- | ---- | ---- | ---- | ---- |
| AEK Atene        | –––– | 3-0  | 2-0  | 1-0  | 4-1  | 3-0  | 3-0  | 3-0  | 1-3  | 4-1  | 1-0  | 2-0  | 2-0  | 0-1  |
| Arīs Salonicco   | 0-2  | –––– | 3-0  | 2-1  | 2-1  | 5-0  | 3-0  | 1-1  | 2-1  | 1-0  | 1-2  | 0-0  | 3-1  | 3-0  |
| Asteras Tripolīs | 1-1  | 0-2  | –––– | 1-1  | 1-0  | 3-0  | 0-0  | 2-0  | 0-0  | 0-0  | 1-0  | 0-0  | 1-1  | 0-0  |
| Atromītos        | 0-1  | 0-0  | 2-0  | –––– | 2-0  | 0-0  | 1-0  | 3-1  | 1-1  | 1-1  | 0-2  | 1-1  | 2-1  | 0-2  |
| Ionikos          | 1-2  | 1-0  | 1-0  | 1-4  | –––– | 1-1  | 0-0  | 0-2  | 0-2  | 1-1  | 1-1  | 0-3  | 2-2  | 0-1  |
| Lamia            | 0-3  | 2-1  | 0-0  | 1-1  | 0-2  | –––– | 1-0  | 1-4  | 0-3  | 1-3  | 0-2  | 0-3  | 1-1  | 2-2  |
| Levadiakos       | 0-2  | 1-1  | 1-1  | 2-1  | 1-0  | 0-0  | –––– | 2-0  | 0-1  | 0-0  | 0-1  | 1-1  | 1-3  | 0-3  |
| OFI Creta        | 0-3  | 0-3  | 1-0  | 0-1  | 0-2  | 0-0  | 2-1  | –––– | 1-2  | 1-2  | 0-2  | 1-1  | 0-0  | 0-0  |
| Olympiakos       | 0-0  | 1-0  | 5-0  | 2-0  | 3-1  | 2-0  | 6-0  | 2-1  | –––– | 6-1  | 0-0  | 1-2  | 2-0  | 1-1  |
| Panaitōlikos     | 0-2  | 3-1  | 0-0  | 2-0  | 1-0  | 1-1  | 0-0  | 0-4  | 0-2  | –––– | 0-1  | 0-2  | 1-1  | 2-3  |
| Panathinaikos    | 2-1  | 1-0  | 1-0  | 2-0  | 1-0  | 2-0  | 1-0  | 1-1  | 1-1  | 2-0  | –––– | 0-3  | 3-0  | 2-0  |
| PAOK             | 2-0  | 1-0  | 2-2  | 2-1  | 6-0  | 1-0  | 3-2  | 0-0  | 0-0  | 1-0  | 1-2  | ---- | 2-0  | 3-0  |
| PAS Giannina     | 2-1  | 0-4  | 2-1  | 1-1  | 0-0  | 1-1  | 2-1  | 2-2  | 2-2  | 1-4  | 0-1  | 0-0  | ---- | 0-1  |
| Volo             | 0-4  | 2-0  | 3-3  | 2-1  | 2-0  | 1-1  | 2-1  | 0-1  | 0-4  | 2-3  | 1-5  | 0-1  | 2-1  | ---- |

## Poule scudetto
Le sei squadre miglior classificate nella stagione regolare si incontrano due volte per un totale di 10 partite per squadra. Le squadre cominciano la Poule scudetto con i punti ottenuti nella stagione regolare.

### Classifica finale
Fonte: sito ufficiale.
|                   | Pos. | Squadra        | Pt | G  | V  | N  | P  | GF | GS | DR  |
| ----------------- | ---- | -------------- | -- | -- | -- | -- | -- | -- | -- | --- |
| Grecia (bandiera) | 1.   | AEK Atene      | 83 | 36 | 25 | 8  | 3  | 69 | 17 | +52 |
|                   | 2.   | Panathīnaïkos  | 78 | 36 | 24 | 6  | 6  | 47 | 16 | +31 |
|                   | 3.   | Olympiacos     | 73 | 36 | 21 | 10 | 5  | 70 | 24 | +46 |
|                   | 4.   | PAOK           | 67 | 36 | 18 | 10 | 8  | 57 | 32 | +25 |
|                   | 5.   | Arīs Salonicco | 51 | 36 | 15 | 6  | 15 | 55 | 41 | +14 |
|                   | 6.   | Volo           | 40 | 36 | 11 | 7  | 18 | 35 | 66 | -31 |

Legenda:

      Campione della Grecia e ammessa al terzo turno di qualificazioni UEFA Champions League 2023-2024
      Ammessa al secondo turno di qualificazioni UEFA Champions League 2023-2024
      Ammessa al terzo turno di qualificazioni UEFA Europa League 2023-2024
      Ammessa al secondo turno di qualificazioni UEFA Europa Conference League 2023-2024
Regolamento:

Tre punti per la vittoria, uno per il pareggio, zero per la sconfitta.

### Risultati
|                | AEK  | ArS  | Oly  | Pnt  | PAO  | Vol  |
| -------------- | ---- | ---- | ---- | ---- | ---- | ---- |
| AEK Atene      | –––– | 3-1  | 0-0  | 0-0  | 4-0  | 4-0  |
| Arīs Salonicco | 1-2  | –––– | 2-1  | 0-1  | 1-2  | 4-2  |
| Olympiakos     | 1-3  | 2-2  | –––– | 1-0  | 3-1  | 5-0  |
| Panathīnaïkos  | 0-0  | 1-1  | 2-0  | –––– | 1-1  | 0-0  |
| PAOK Salonicco | 0-1  | 3-2  | 0-1  | 1-2  | –––– | 4-2  |
| Volos          | 0-1  | 0-3  | 0-3  | 0-2  | 0-2  | –––– |

## Poule retrocessione
Le ultime otto squadre classificate nella stagione regolare si incontrano una volta sola per un totale di 7 partite per squadra. Le squadre cominciano la Poule retrocessione con i punti ottenuti nella stagione regolare.

### Classifica finale
Fonte: sito ufficiale.
|  | Pos. | Squadra          | Pt | G  | V  | N  | P  | GF | GS | DR  |
|  | ---- | ---------------- | -- | -- | -- | -- | -- | -- | -- | --- |
|  | 7.   | OFI Creta        | 41 | 33 | 10 | 11 | 12 | 37 | 41 | -4  |
|  | 8.   | Atromītos        | 38 | 33 | 9  | 11 | 12 | 34 | 36 | -2  |
|  | 9.   | PAS Giannina     | 34 | 33 | 7  | 13 | 13 | 33 | 50 | -17 |
|  | 10.  | Asteras Tripolīs | 31 | 33 | 5  | 16 | 12 | 23 | 36 | -13 |
|  | 11.  | Panaitōlikos     | 30 | 33 | 7  | 9  | 17 | 32 | 53 | -21 |
|  | 12.  | Lamia            | 29 | 33 | 5  | 13 | 14 | 23 | 53 | -30 |
|  | 13.  | Iōnikos          | 27 | 33 | 6  | 9  | 18 | 24 | 51 | -27 |
|  | 14.  | Levadeiakos      | 26 | 33 | 2  | 16 | 14 | 25 | 48 | -23 |

Legenda:
      Retrocesse in Souper Ligka 2 2023-2024
Regolamento:
Tre punti a vittoria, uno a pareggio, zero a sconfitta.

### Risultati
|                  | AsT | Atr  | Iōn  | Lam  | Lev  | OFI  | Pan  | PAS  |
| ---------------- | --- | ---- | ---- | ---- | ---- | ---- | ---- | ---- |
| Asteras Tripolīs |     | 1-1  |      | 0-0  | 0-1  |      | 2-1  | -    |
| Atromītos        |     | –––– | 2-0  |      |      | 2-3  | 2-0  | 1-1  |
| Iōnikos          | 1-0 |      | –––– | 2-2  |      | -    |      | 0-1  |
| Lamia            | -   | 1-0  |      | –––– | 1-1  |      | -    | 2-0  |
| Levadiakos       |     | 1-1  | 2-2  | -    | –––– | -    |      | 3-3  |
| OFI Creta        | 1-1 | -    | 2-2  | 4-1  | 1-1  | –––– | -    |      |
| Panaitōlikos     |     | -    | 0-1  | 1-3  | 2-2  | 0-2  | –––– | -    |
| PAS Giannina     | 1-0 | -    | -    |      | -    | 0-1  | 3-2  | –––– |

## Statistiche

### Squadre

#### Capoliste solitarie
|    | —— | ——            | ——            | ——            | ——            | ——            | ——            | ——            | ——            | ——            | ——            | ——            | ——            | ——            | ——            | ——            | ——            | ——            | ——            | ——  | ——  | ——  | ——  | ——  | ——  | ——  |  |
|    |    | Panathīnaïkos | Panathīnaïkos | Panathīnaïkos | Panathīnaïkos | Panathīnaïkos | Panathīnaïkos | Panathīnaïkos | Panathīnaïkos | Panathīnaïkos | Panathīnaïkos | Panathīnaïkos | Panathīnaïkos | Panathīnaïkos | Panathīnaïkos | Panathīnaïkos | Panathīnaïkos | Panathīnaïkos | Panathīnaïkos | AEK | AEK | Pan | AEK | AEK | Pan | Pan |  |
|    |    |               |               |               |               |               |               |               |               |               |               |               |               |               |               |               |               |               |               |     |     |     |     |     |     |     |  |
|    |    |               |               |               |               |               |               |               |               |               |               |               |               |               |               |               |               |               |               |     |     |     |     |     |     |     |  |
| 1ª | 2ª | 3ª            | 4ª            | 5ª            | 6ª            | 7ª            | 8ª            | 9ª            | 10ª           | 11ª           | 12ª           | 13ª           | 14ª           | 15ª           | 16ª           | 17ª           | 18ª           | 19ª           | 20ª           | 21ª | 22ª | 23ª | 24ª | 25ª | 26ª |     |  |

### Individuali

#### Classifica marcatori[3]
| Gol |  |  | Giocatore        | Squadra         |
| --- |  |  | ---------------- | --------------- |
| 20  |  |  | Loren Moron      | Aris            |
| 17  |  |  | Ayoub El Kaabi   | Olympiakos      |
| 16  |  |  | Ognjen Ožegović  | AE Kifisia      |
| 15  |  |  | Fotis Ioannidis  | Panathinaïkos   |
| 15  |  |  | Ezequiel Ponce   | AEK Atene       |
| 13  |  |  | Levi García      | AEK Atene       |
| 13  |  |  | Juan Miritello   | Asteras Tripoli |
| 11  |  |  | Kiril Despodov   | PAOK            |
| 11  |  |  | Daniel Podence   | Olympiakos      |
| 10  |  |  | Andrija Živković | Aris Salonicco  |
| 10  |  |  | Bernard          | Panathinaïkos   |
| 10  |  |  | Carlitos         | Lamia           |